# بخش بوگمن (شهرستان وین، اوهایو)
بخش بوگمن (به انگلیسی: Baughman Township) یک منطقهٔ مسکونی در ایالات متحده آمریکا است که در شهرستان وین، اوهایو واقع شده‌است.
 بخش بوگمن ۹۴٫۰ کیلومتر مربع مساحت و ۴٬۶۹۹ نفر جمعیت دارد و ۳۲۹ متر بالاتر از سطح دریا واقع شده‌است.